# 三里塚に生きる
『三里塚に生きる』（さんりづかにいきる）は、2014年の日本のドキュメンタリー映画。

## 概要
三里塚闘争（成田空港問題）を題材としたドキュメンタリー映画。反対運動を行っている、またはかつて行っていた農民の人々への証言を基に描く。登場人物は、三里塚芝山連合空港反対同盟の熱田派、旧熱田派の人物が主となっている。
監督の大津幸四郎は、かつて成田空港問題を扱った、7本のドキュメンタリー映画「三里塚シリーズ」を制作した「小川プロダクション」の小川紳介監督のもとでキャメラマンをしていた。また本作品でも、小川の映画や未公開の映像を使用している。大津にとって、この映画が遺作となった。
台湾国際ドキュメンタリー映画祭2014で、オープニング上映作品となった。
キャッチコピーは「忘れられた人々の、忘れられない物語。」
映画ポスターは、東峰神社の上空を通過する日本航空の旅客機の写真を使用している。映画では「ニッポン最後の百姓一揆の地」として三里塚を紹介している。
制作会社では「自主上映」の募集も行っており、反対運動を実施している団体（主に旧熱田派、および旧熱田派を支援する団体）が自主上映会を実施したこともある。
配給宣伝・劇場公開に、クラウドファンディングを利用して制作資金を集めた。また、続編『三里塚のイカロス』を制作するため、同じくクラウドファンディングを利用して制作資金集めを実施した。『三里塚のイカロス』は、2017年（平成29年）9月9日にシアター・イメージフォーラムで封切られた。

## スタッフ
- 監督・撮影：大津幸四郎[8]
- 監督・編集：代島治彦
- 音楽：大友良英
- 写真：北井一夫
- 朗読：吉行和子、井浦新、山田麻子
- 制作協力：映画美学校、アテネ・フランセ文化センター、成田空港 空と大地の歴史館、ムスタッシュ[9]